# Håpliden
Håpliden är ett naturreservat i Lycksele kommun i Västerbottens län.
Området är naturskyddat sedan 2010 och är 98 hektar stort. Reservatet omfattar östsluttningen av berget Håpliden. Reservatet består av gammal tallskog med partier där gran dominerar.